# Microsoft Personal Web Server

Microsoft Personal Web Server

Microsoft Personal Web Server (PWS) è un server web che include un insieme di servizi Web per alcuni sistemi operativi Windows di vecchia generazione. Ha un numero inferiore di funzionalità rispetto al suo successore Internet Information Services (IIS) che, insieme all'ambiente di sviluppo Visual Studio, ne ha rimpiazzato tutte le funzionalità.
Microsoft ha supportato ufficialmente PWS su Windows 95, Windows 98, Windows 98 SE e Windows NT 4.0. Prima del rilascio di Windows 2000, PWS era disponibile come libero download oppure era incluso nella distribuzione di Windows su CD ROM. PWS 4.0 fu l'ultima versione e si poteva trovare sul CD di Windows 98 e Windows NT 4.0 Option Pack.
PWS fu originariamente creato dalla Vermeer Technologies, la stessa società che creò FrontPage, prima che fosse acquisita da Microsoft. Faceva parte anche del pacchetto di installazione di Microsoft FrontPage dalla versione 1.1 alla 98.
A partire da Windows 2000 e FrontPage 2000, PWS fu sostituito da IIS come un componente standard di Windows. Tuttavia, Windows Me e Windows XP Home Edition non supportavano ufficialmente né PWS né IIS, sebbene PWS potesse essere installato su Windows Me. Nelle altre edizioni di Windows XP, per IIS era incluso come componente standard, anche se non veniva installato se non su richiesta.
Per molti anni, PWS è stato molto utile agli sviluppatori per testare le applicazioni web in locale (localhost) prima di pubblicare i siti su server web di produzione. In ambienti di sviluppo (IDE) orientati anche allo sviluppo di siti Web, come Microsoft Visual Studio 2005 (e versioni successive) è stato incluso un server web per lo sviluppo e il test, integrato nell'installazione dell'IDE.